# Watts Towers
Pour les articles homonymes, voir Towers.
Les Watts Towers sont un ensemble de 17 tours sculpturales, structures architecturales, sculptures et mosaïques, situées sur le site de la résidence d'origine de l'artiste à Watts, Los Angeles, Californie, États-Unis. Il a été conçu et construit exclusivement par Sabato Rodia (né dans le village de Rivolati, à l’est de Naples, dans les années 1870 et décédé en 1972), ouvrier du bâtiment et carreleur immigré italien, sur une période de 33 ans, de 1921 à 1954. La plus haute des tours culmine à 30,3 m.
Les Watts Towers ont été classées monument historique national et monument historique de Californie en 1990. Elles sont également classées monument historique et culturel de Los Angeles et l'un des neuf sites d'art populaire inscrits au Registre national des lieux historiques de Los Angeles.

## Conception et construction

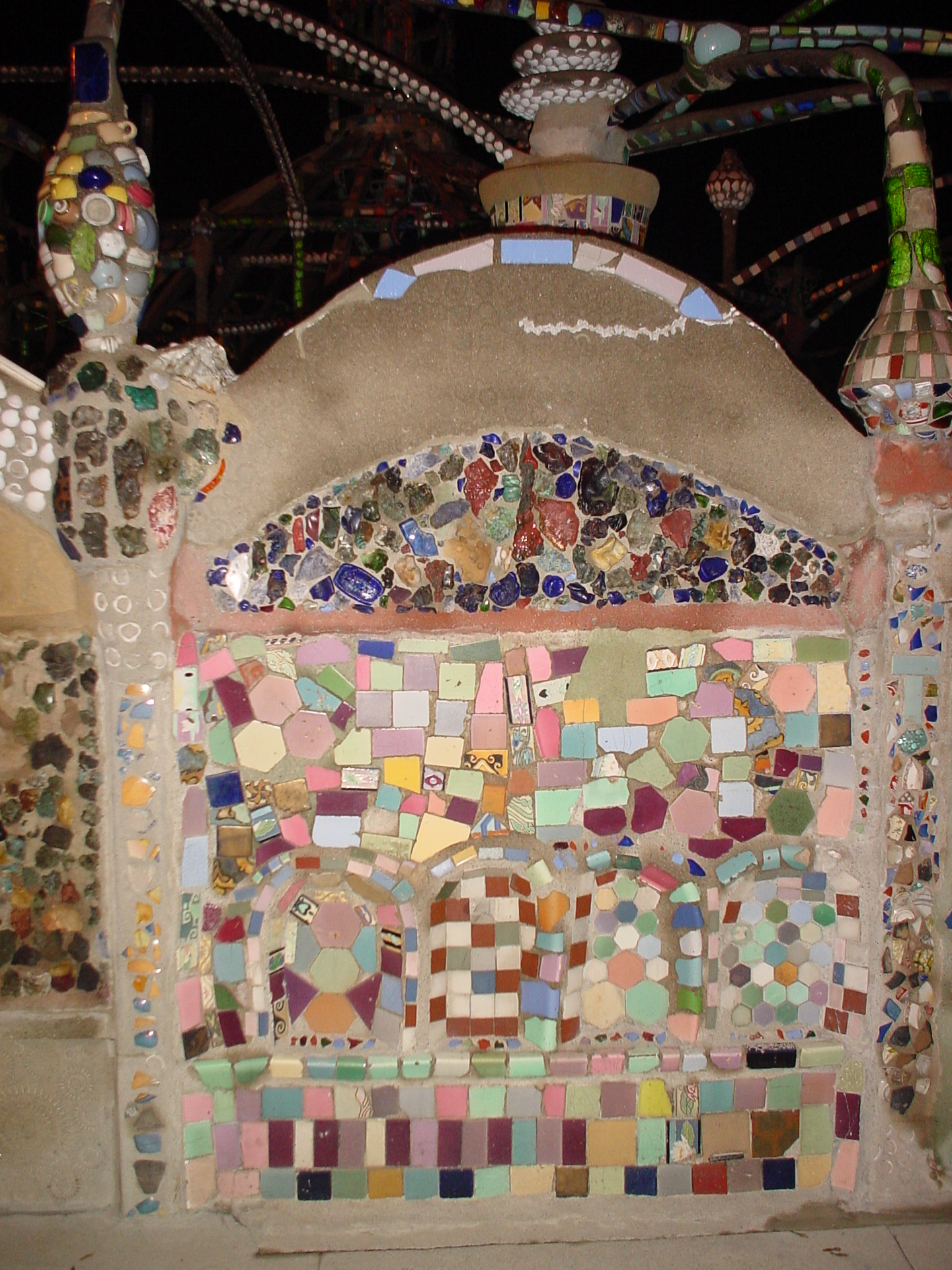
Gros plan d'un mur avec une mosaïque

Les armatures des sculptures sont constituées de barres d'acier et d'un béton fabriqué par Rodia, enveloppé de treillis métallique. Les supports principaux sont incrustés de pièces de porcelaine, de carrelage et de verre. Elles sont décorées d'objets trouvés, notamment des bouteilles, des carreaux de céramique, des coquillages, des figurines, des miroirs et d'autres objets. 
Rodia a baptisé les Tours « Nuestro Pueblo » (« notre ville » en espagnol). Il les a construites sans équipement particulier ni plan prédéfini, travaillant seul avec des outils manuels. Les enfants du quartier lui ont apporté des morceaux de poterie cassée, et il a également utilisé des pièces endommagées provenant de Malibu Potteries et de CALCO (California Clay Products Company). Le verre vert comprend des bouteilles de boissons gazeuses reconnaissables des années 1930 à 1950, certaines portant encore les logos de anciennes marques de boissons gazeuses.
Leur conception structurelle et leur emplacement à proximité de la maison du constructeur rappellent fortement les tours gigli (« lys ») qui figurent dans un festival annuel dédié à Saint Paulin de Nole, en Italie, qu'il connaissait probablement.
Rodia a plié une grande partie de la charpente des tours à partir de ferraille, utilisant les voies ferrées voisines comme étau de fortune. D'autres matériaux provenaient du tracé de la Pacific Electric Railway entre Watts et Wilmington. Rodia parcourait souvent à pied le tracé jusqu'à Wilmington à la recherche de matériaux, soit une distance de près de 32 km.

## Conservation après Rodia
Àl'été 1954, Rodia fut victime d'un léger accident vasculaire cérébral. Peu après, il fit une chute d'une tour. En 1955, Rodia céda sa propriété à un voisin et quitta le bâtiment, apparemment las de se battre avec la ville de Los Angeles pour obtenir des permis, et conscient des conséquences possibles de son vieillissement et de sa solitude. Il mentionna également que les tours étaient fréquemment vandalisées par les voisins. Il déménagea à Martinez, en Californie, pour rejoindre sa sœur. Il y resta onze ans, jusqu'à sa mort en 1965.
Le bungalow de Rodia, situé à l'intérieur de l'enceinte, brûla à la suite d'un accident le 4 juillet 1956. La ville de Los Angeles condamna toutes les structures et ordonna la destruction complète du complexe. L'acteur Nicholas King et le monteur William Cartwright visitèrent le site en 1959 et achetèrent la propriété au voisin de Rodia pour 2 000 dollars afin de la préserver. La décision de la ville d'accélérer la démolition était toujours en vigueur. Les tours étaient déjà célèbres et l'opposition se manifestait dans le monde entier. King, Cartwright, des architectes, des artistes, des passionnés, des universitaires et des militants locaux formèrent le Comité pour les tours Simon Rodia à Watts. Le comité négocia avec la ville la réalisation d'un essai technique visant à établir la sécurité des structures et à éviter leur démolition.
Des tests effectués le 10 octobre 1959 ont révélé que les tours étaient capables de résister à des forces latérales allant jusqu'à 4 500 kg.
Le Comité pour les Tours de Simon Rodia a préservé le site de manière indépendante jusqu'en 1975, date à laquelle, pour la tutelle, il s'est associé à la Ville de Los Angeles, puis à l'État de Californie en 1978. Les Tours sont gérées par le Département des Affaires Culturelles de la Ville de Los Angeles et conservées par le Centre des Arts des Tours Watts/Centre des Arts de la Jeunesse Charles Mingus, issu des classes d'Arts pour la Jeunesse initialement installées dans la maison.
En février 2011, le Musée d'Art du Comté de Los Angeles a reçu une subvention de la Fondation James Irvine pour évaluer scientifiquement l'état des Tours Watts et en rendre compte, afin de préserver l'intégrité structurelle et la composition intactes des œuvres d'art vieillissantes. Les intempéries et l'humidité ont provoqué le détachement de morceaux de tuiles et de verre sur les tours, qui sont conservés en vue de leur refixation lors des travaux de restauration en cours. Les structures ont peu souffert du tremblement de terre de Northridge de 1994 dans la région; seuls quelques morceaux se sont détachés. Un vaste projet de restauration du Los Angeles County Museum of Art a débuté en 2017. Le site a rouvert en novembre 2022, une fois les travaux terminés.

## Dans la culture populaire
- Une reproduction des Watts Towers apparaît dans les jeux vidéo Grand Theft Auto: San Andreas et Grand Theft Auto V, on peut les reconnaître dans la ville de Los Santos qui se base elle-même sur la ville de Los Angeles.
- Les Watts Towers apparaissent dans l'épisode 14 de la vingt-deuxième saison des Simpson. Elles font partie de la liste des 10 attractions à visiter à Los Angeles que Bart a écrite à Homer pour le tenir à l'écart de la cérémonie des Oscars.
- Elles apparaissent également dans le 4e épisode de la saison 3 de Six Feet Under.
- Les Watts Towers apparaissent dans l'épisode 16 de Dark Skies : L'Impossible Vérité.
- Les Watts Towers apparaissent dans l'épisode 4 de la première saison de Southland.
- Elles apparaissent dans le film Ricochet de Russell Mulcahy.
- Elles sont visibles dans l'introduction de Menace to Society des frères Hughes.
- Elles apparaissent aussi dans le film Colors de Dennis Hopper.
- Mia et Sebastian les visitent dans La La Land (2016) de Damien Chazelle.
- Jacob Bronowski discourt environ quatre minutes des Watts Towers dans le troisième épisode "The Grain in the Stone" de la série documentaire The Ascent of Man.
- Les Watts Towers apparaissent dans le documentaire We Blew It (2017) de Jean-Baptiste Thoret.
- Elles sont mises en scène dans le jeu vidéo Wasteland 2. Par ailleurs, il est possible de trouver un court résumé de l'histoire de Simon Rodia dans ce jeu.
- Plus récemment, les Watts Towers apparaissent dans la mini-série Le Goût de vivre (2022), au début de l’épisode 4.

#### Article
- (en) Jo Farb Hernandez, Watts Towers, Raw Vision #37, 2001